# Russell & Bromley

Crockett & Jones er en britisk forhandler af sko og håndtasker, der blev etableret i 1873, og som stadig drives af Bromley-familien. Selskabet har 43 butikker i Storbritannien

## Historie
Russell & Bromley blev etableret i 1873, da George Bromley, som var skomager, giftede sig med Elizabeth, der var datter af hans arbejdsgiver Albion Russell, i Lewes, England. Elizabeths bedstefar, John Clifford Russell, havde etableret en skomager i 1820. Familiebutikken i Eastbourne blev den første der havde Russell & Bromley-navnet i 1880.
I 1898 blev George og Elizabeths søn, Frederick, en del af virksomheden, og han åbnede en butik i Tonbridge. Han grundlagde derefter endnu en butik i Sevenoaks, der igangsatte et ekspansionsplan med åbning af yderligere butikker og opkøb af små uafhængige forhandlere. I 1905 flyttede Frederick virksomhedens aktiviteter fra Eastbourne til Bromley i Kent. I 1936 blev Frederick pensioneret, og han overdrog virksomheden til sine sønner Frederick Keith (normalt kaldet Toby) og Michael. Ved begyndelsen af anden verdenskrig havde selskabet 20 afdelinger.
I 1947 åbnede brødrene deres første butik i London på Bond Street, hvilket var den første del i at virksomheden begyndte at ændre fokus til at blive en luksus-forhandler. I 1968 blev denne ændring færdiggjort ved at en fjerdel af afdelingerne blev lukket, for at koncentrere dem om den dyre ende af markedet. Virksomheden er siden fortsat og har udvidet sortimentet til også at indbefatte håndtasker og herrebælter.